# Estrées (Noorderdepartement)
Estrées is een gemeente in het Franse Noorderdepartement (Frans: département du Nord (59) in de regio Hauts-de-France. De plaats maakt deel uit van het arrondissement Douai. Estrées telde op 1 januari 2022 1.121 inwoners.

## Geschiedenis
De gemeente maakte voor 2015 deel uit van het kanton Arleux tot het op 22 maart 2015 werd opgeheven en de gemeenten werden opgenomen in het kanton Aniche.

## Geografie
De oppervlakte van Estrées bedraagt 5,82 vierkante kilometer; Op 1 januari 2022 was de bevolkingsdichtheid 192,6 inwoners per km².

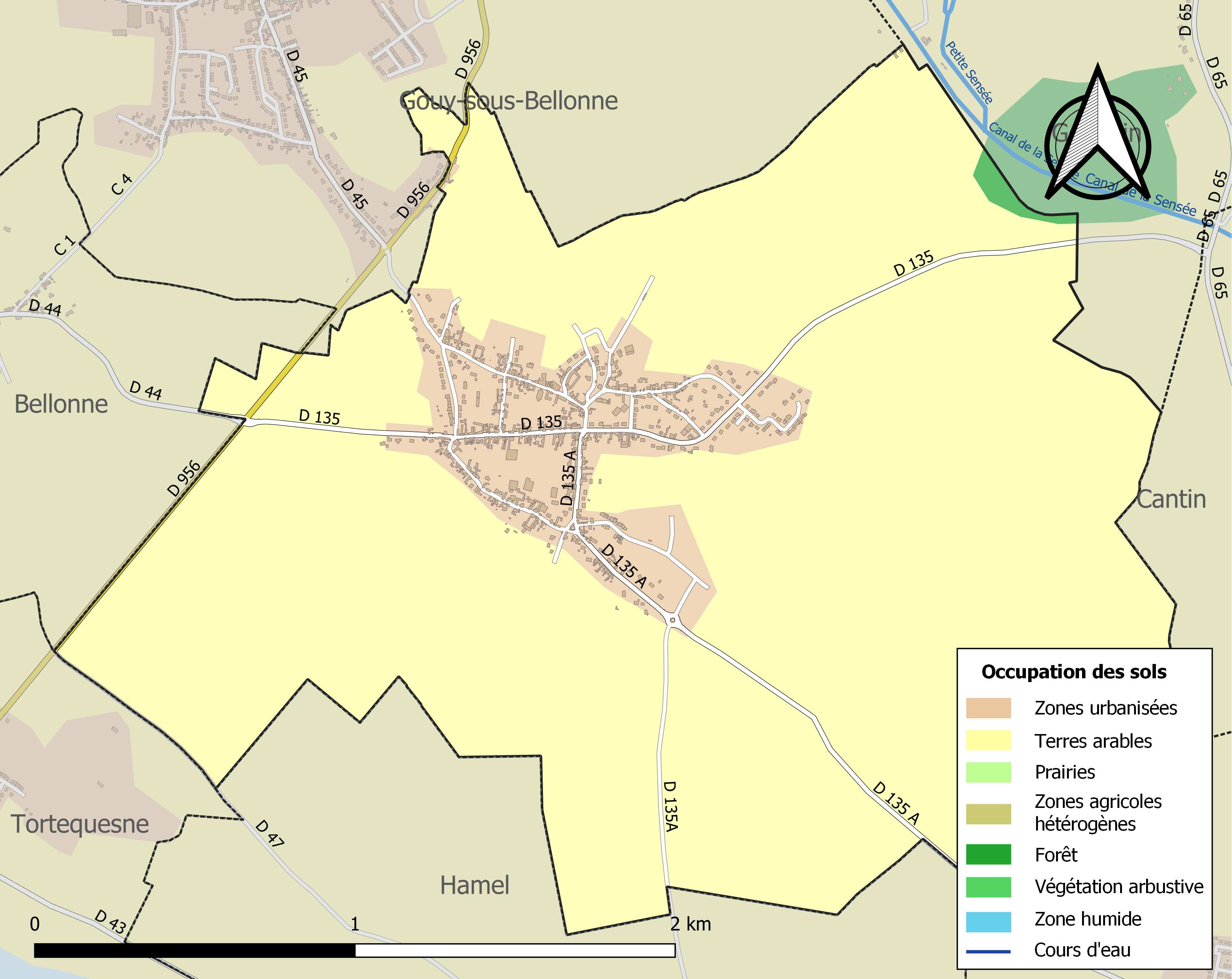
Kaart van de gemeente met belangrijkste infrastructuur, bodemgebruik en omliggende gemeenten

## Demografie
Onderstaande figuur toont het verloop van het inwonertal.
Aniche · Arleux · Auberchicourt · Aubigny-au-Bac · Brunémont · Bugnicourt · Cantin · Dechy · Écaillon · Erchin · Estrées · Féchain · Férin · Fressain · Gœulzin · Guesnain · Hamel · Lécluse · Lewarde · Loffre · Marcq-en-Ostrevent · Masny · Monchecourt · Montigny-en-Ostrevent · Roucourt · Villers-au-Tertre